# Pigüeña
Pigüeña es una parroquia del concejo de Somiedo, en el Principado de Asturias (España). Alberga una población de 136 habitantes (INE 2006) en 82 viviendas. Ocupa una extensión de 22,55 km². Está situada a 16,9 km de la capital del concejo. Se celebra la festividad de San Ramón, patrón de su templo parroquial.

## Barrios
- Pigüeña
- Rebollada (La Reboḷḷada en asturiano)
- Robledo (Robléu en asturiano)

- Datos: Q7193473
- Multimedia: Pigüeña / Q7193473